# Шаповал Юлія Станіславівна
Шаповал Юлія Станіславівна (нар. 21 січня 1989, Київ) — українська акторка театру та дубляжу, викладачка сценічної мови у Київському національному університеті театру, кіно і телебачення імені І. К. Карпенка-Карого.
Найбільш відома за дубляж ролі Круелли у виконанні Емми Стоун. Офіційний український голос Крістен Стюарт, Хлої Морец та Ріанни. Номінантка театральної премії «Київська пектораль» (2016) за найкращу жіночу роль у виставі «Оскар».

## Життєпис
Народилася 21 січня 1989 року в місті Київ. Закінчила гімназію № 191 ім. П. Г. Тичини з поглибленим вивченням іноземних мов. У дитинстві займалася бальними танцями в танцювальному клубі «Фантазія», грала в театральній студії при школі та була лауреаткою багатьох конкурсів читців поезії Т. Г. Шевченка. Мріяла стати далекобійницею, але вже в п'ятому класі вирішила поєднати своє життя з акторством.
У 2006 році не вступила на курс до Богдан Ступки у Київський національний університет театру, кіно і телебачення імені Івана Карпенка-Карого, тому пішла навчатися у КНУКіМ, де напередодні виграла в конкурсі читців поезії Т. Г. Шевченка. У 2007 році вступила у КНУТКіТ імені І. К. Карпенка-Карого, у 2012 році закінчила університет із відзнакою, здобувши спеціальність актриса театру ляльок. У 2016 році закінчила асистентуру-стажування в цьому ж виші, почавши викладацьку діяльність на кафедрі сценічної мови.
З початком російського вторгнення в Україну почала волонтерську діяльність із БФ «Мистецький Український Рух».
25 січня 2025 року народила сина Ярослава.

## Кар'єра

### Театр
Розпочала акторську кар'єру у Київському академічному театрі ляльок (2010—2012 рік).
З 2014 по 2015 рік працювала акторкою у драматичному театрі «Особистості».
За запрошенням Михайла Урицького з 2015 по 2018 рік працювала акторкою в Київському  академічному муніципальному театрі ляльок, де зіграла одну зі своїх ключових ролей у театрі — Рожева Пані у виставі «Оскар». Саме за цю роль була номінована на театральну премію «Київська пектораль» (2016) за найкращу жіночу роль у виставі, у 2016 році на фестивалі «Мельпомені Таврії» була відзначена нагородою за найкращу жіночу роль, а також у 2017 році здобула перемогу в номінації «Найкраща жіноча роль» професійного Всеукраїнського огляду-конкурсу «UNIMA — Україна» «Прем'єри сезону 2015—2016».
У 2016 році стала лауреатом премії Київського міського голови за особливі досягнення молоді в розбудові столиці України — міста-героя Києва в номінації «творчі досягнення».
У 2018 році повернулася працювати в Київський академічний театр ляльок «Замок на горі». Отримала категорію «провідний майстер сцени». Серед ключових ролей: роль Кайдашихи у виставі «Кайдашева сім'я» (вистава номінант «Найкраща драматична вистава» в театральній премії «Київська пектораль» 2019, роль Бель у виставі «Красуня і Чудовисько», за яку номінувалася на «Найкращу жіночу роль» професійного Всеукраїнського огляду-конкурсу «UNIMA — Україна» «Прем'єри сезону 2017—2018».
З початком повномасштабної війни разом із колегами була відсторонена та звільнена новим керівництво театру.
З 2022 року розпочала співпрацю з Театром на Подолі.

### Робота в дубляжі
Кар'єру акторки дубляжу розпочала у 2010 році на студії «Le Doyen». Дебютувала головною роллю Сісі Джонс у серіалі «Потанцюймо!».
Першою головною роллю в повному метрі стала роль Меріди в оскароносному мультфільмі «Відважна» у 2012 році.
Наразі досвід акторської роботи в дубляжі складає 12 років та більше ніж 100 фільмів. Працює на студіях дубляжу: «Le Doyen», «Postmodern», «НеЗупиняйПродакшн», «Омікрон», «AAASOUND», «DniproFilm» та інших.
У 2019 році перемогла в «Народній премії за найкращий український дубляж» за фільми «За п'ять кроків до кохання» (роль Стелли Грант) та «Ангели Чарлі» (роль Сабіна Вілсон).

## Дублювання українською
| Рік  |     | Назва                                  | Роль                       | Акторка            |
| ---- | --- | -------------------------------------- | -------------------------- | ------------------ |
| 2010 | т/с | Потанцюймо                             | Сісі Джонс                 | Белла Торн         |
| 2010 | ф   | Пипець                                 | Мінді Макріді/Убивайко     | Хлоя Морец         |
| 2012 | ф   | Білосніжка та мисливець                | Білосніжка                 | Крістен Стюарт     |
| 2012 | ф   | Мачо і Ботан                           | офіцер Джуді Хоффс         | Холлі Робінсон-Піт |
| 2012 | м/ф | Відважна                               | Меріда                     | Келлі Макдональд   |
| 2012 | м/с | Таємниці Ґравіті Фолз                  | Пасифіка Нортвест          | Джекі Бускаріно    |
| 2013 | ф   | Пипець 2                               | Мінді Макріді/Убивайко     | Хлоя Морец         |
| 2013 | т/с | Агенти Щ.И.Т.                          | Дейзі «Скай» Джонсон       | Хлоя Беннет        |
| 2013 | ф   | Коханий з майбутнього                  | Кіт Кат                    | Лідія Вілсон       |
| 2013 | ф   | Кері                                   | Керрі Вайт                 | Хлоя Морец         |
| 2013 | ф   | Ми — Міллери                           | Кейсі Матіс                | Емма Робертс       |
| 2014 | ф   | Інша жінка                             | Лідія                      | Нікі Мінаж         |
| 2014 | м/ф | Літачки: Рятувальний загін             | Черпаночка                 | Джулі Боуен        |
| 2015 | м/ф | Нарешті вдома                          | Подяка Туччі (Дяка)        | Ріанна             |
| 2015 | ф   | Паперові міста                         | Марго Рот Шпіґельман       | Кара Делевінь      |
| 2016 | ф   | Нерв                                   | Венера «Ві» Дельмоніко     | Емма Робертс       |
| 2016 | ф   | П'ята хвиля                            | Кессі Салліван             | Хлоя Морец         |
| 2016 | м/ф | Льодовиковий період: Курс на зіткнення | Брук                       | Джессі Джей        |
| 2016 | ф   | Віджа: Походження зла                  | Елейн Морріс               | Олівія Кук         |
| 2016 | ф   | Крід: Спадок Роккі Бальбоа             | Бянка                      | Тесса Томпсон      |
| 2017 | м/ф | Смурфики: Загублене містечко           | Шторм                      | Мішель Родрігес    |
| 2017 | ф   | Фердинант                              | Уна                        | Джина Родрігез     |
| 2018 | ф   | Крід II: Спадок Роккі Бальбоа          | Бянка                      | Тесса Томпсон      |
| 2018 | м/ф | Смолфут                                | Колка                      | Джина Родрігес     |
| 2018 | ф   | Мамма Міа! 2                           | Розі в юності              | Алекса Дав'єс      |
| 2018 | ф   | Вісім подруг Оушена                    | Дев'ятка                   | Ріанна             |
| 2019 | ф   | Дощовий день у Нью-Йорку               | Ешлі Енрайт                | Ель Феннінг        |
| 2019 | ф   | За п'ять кроків до кохання             | Стелла Грант               | Гейлі Лу Річардсон |
| 2019 | ф   | Весільний рік                          | Вайолед                    | Леслі Мослі        |
| 2019 | т/с | Академія Амбрелла                      | Лайла Піттс                | Ріту Ерія          |
| 2019 | с   | Статеве виховання                      | Вів                        |                    |
| 2019 | ф   | Ангели чарлі 2                         | Сабіна Вілсон              | Крістен Стюарт     |
| 2019 | ф   | Джокер                                 | Софі Дюмонд                | Зазі Бітц          |
| 2020 | ф   | Мій шпигун                             | Софі                       | Хлоя Коулман       |
| 2020 | м/ф | Скубі-Ду                               | Велма                      | Джина Родрігес     |
| 2020 | м/с | Темний плащ                            | Гусинка                    |                    |
| 2020 | с   | Моторошні пригоди Сабріни              | Роз Уолкер                 | Джаз Сінклер       |
| 2020 | м/с | Бебі бос: Знову у справі (4 сезон)     | Тіна Темплтон              |                    |
| 2020 | м/с | Місто великих дерев                    | Пеггі                      |                    |
| 2020 | ф   | Енола Холмс                            | Ідіт                       | Сьюзен Вокома      |
| 2021 | ф   | Круелла                                | Круелла де Віль            | Емма Стоун         |
| 2021 | ф   | Мюзік                                  | Зу                         | Кейт Хадсон        |
| 2021 | м/ф | Акулопес                               | Денніс                     |                    |
| 2021 | ф   | Чорна вдова                            | Чорна вдова (Олена Бєлова) | Флоренс П'ю        |
| 2021 | ф   | Гірка Помста                           | Кафі                       | Деніель Дедвайлер  |
| 2021 | ф   | Швидкісний поїзд                       | Шершень                    | Зазі Бітц          |
| 2022 | ф   | Голос кохання                          | Алін                       | Валері Лемерсьє    |
| 2022 | м/с | Панда Кунг-Фу: Лицар Дракона           | Мандрівне Лезо,            | Ріта Ора           |
| 2022 | ф   | Фантастичні звірі: Таємниці Дамблдора  | Юлалі Хікс                 | Джесіка Вільямс    |
| 2022 | м/ф | Венделл і Вайлд                        | Кет /Кет в дитинстві       | Лірік Росс         |
| 2022 | ф   | Ноу                                    | Емералд «Ем» Гейвуд        | Кеке Палмер        |
| 2022 | ф   | Диво                                   | Ліб Райт                   | Флоренс П'ю        |
| 2022 | ф   | Коза Ностра. Мама їде                  | Франческа Лагана           | Джудитта Василе    |
| 2022 | ф   | Тор: Любов і грім                      | Валькірія                  | Тесса Томпсон      |
| 2022 | ф   | Вітні. Я хочу танцювати з кимось       | Вітні Г'юстон              | Наомі Аккі         |
| 2022 | т/с | Венздей                                | Б'янка Барклай             | Джой Сандей        |
| 2022 | ф   | Під водою                              | Нора Прайс                 | Крістен Стюарт     |
| 2023 | м/с | Круті киці                             | Кія                        |                    |
| 2023 | ф   | Прекрасна гра                          | Протейжа                   |                    |
| 2023 | м/ф | Людина-павук: Крізь Всесвіт            | Марґо Кесс / Spider-Byte   | Амандла Стенберг   |
| 2023 | ф   | Крід III: Спадок Роккі Бальбоа         | Бьянка                     | Тесса Томпсон      |
| 2023 | т/с | Відьмак (3-й сезон)                    | Мільва                     |                    |
| 2023 | т/с | Відьмак: Кровне походження             | Ейла                       | Софія Браун        |
| 2023 | м/с | Ніндзяґо: Повстання драконів           | Сора                       | Сабріна Пітре      |
| 2023 | ф   | Трансформери: Час звіроботів           | Єлена Воллес               | Домінік Фішбек     |
| 2023 | ф   | Оппенгеймер                            | Джин Татлок                | Флоренс П'ю        |
| 2023 | ф   | Барбі                                  | президентка Барбі          | Ісса Рей           |
| 2023 | м/с | Розчарування                           | Принцеса Бін               |                    |
| 2023 | м/ф | Німона                                 | Німона                     | Хлоя Морец         |
| 2023 | ф   | Шалені дівчата                         | Рен Пеппер                 | Ніна Добрев        |
| 2023 | т/с | Дипломатка                             | Ейдра Парк                 | Алі Ан             |
| 2023 | ф   | Під каблуком                           | Таша                       | Олівія Калпо       |
| 2023 | м/с | Барбі: Таємничі пригоди                | Бруклін                    |                    |
| 2024 | м/ф | 10 життя                               | Роуз Ешлі                  |                    |
| 2024 | ф   | Мати нареченої                         | Дженіс                     | Рейчел Гарріс      |
| 2024 | т/с | Ерік                                   | Рая                        | Алексіс Молнар     |
| 2024 | ф   | Урок фортепіано                        | Берніс                     | Даніель Дедвайлер  |
| 2024 | ф   | Сімейна справа                         | Євгенія                    | Ліза Коші          |
| 2024 | ф   | Караоке                                | Фату                       | Клаудія Тагбо      |
| 2024 | ф   | Судна нічка                            | Емілі                      | Шарлотта Штойбер   |
| 2024 | т/с | Безумство                              | Келлі Деніелс              | Ґабріель Ґрем      |
| 2024 | т/с | Шантаж                                 | Нічка                      |                    |
| 2024 | ф   | Проклята діва                          | Сесилія                    | Сідні Свіні        |
| 2024 | м/ф | Одноріжка Тельма                       | Тельма                     |                    |
| 2024 | ф   | Дюна: Частина друга                    | Принцеса Ірулан            | Флоренс П'ю        |
| 2024 | ф   | Джокер: Божевілля на двох              | Софі Дюмон                 | Зазі Бітц          |

## Озвучення реклами
- Бурьонка[7][8][9]
- Ощадбанк[10]
- WOG
- NIVEA[11]
- Го Карпати[12]
- SlotoKing[13]
- Чудо
- Глобино
- Смерека
- Гінкорфот
- Гліцисед Макс
- Gilis

## Театральні роботи
Київський муніципальний академічний театр ляльок
- 2015, 5 вересня — «Чому довгий ніс у слона» Галини Владичіної за мотивами казки Редьярда Кіплінга; реж. Михайло Урицький — Слоненя
- 2015, 21 листопада — «Оскар» Михайла Урицького за романом «Оскар і рожева пані» Еріка-Емманюеля Шмітта; реж. Михайло Урицький — Рожева Пані

Київський державний академічний театр ляльок
- «Кайдашева сім'я» за Іваном Нечуй-Левицьким; реж. Ігор Федірко — Кайдашиха
- «Легені» за Д. Макміланом; реж. Ігор Федірко — Жінка
- «Красуня і Чудовисько» реж. Ігор Федірко — Бель
- «Зубата Втрата» реж. Катерина Лук'яненко — Ведуча
- «Рапунцель» реж. Марія Гельштейн — Мама
- «Кіт у чоботях» реж. Юрій Сікало — Принцеса Петютя
- «Золотий ключик» реж. Юрій Сікало — Буратіно
- «Маленька Баба Яга» реж. Ігор Федірко — Маленька  Баба Яга
- «Вовк та семеро козенят» реж. Катерина Лук'яненко — Козенятко малюк, Піцейолло Свинка
- «Кульконик» реж. Ігор Федірко — Марфуша
- «Троє Поросят» реж. Юрій Сікало — Ніф-Ніф

Київський академічний драматичний театр на Подолі
- (введення) 2018, 26 січня — «Дівчина з ведмедиком, або Неповнолітня…» Павла Ар'є за мотивами роману Віктора Домонтовича; реж. Стас Жирков — Леся
- (введення) 2020, 4 грудня — «Імітація» за романом «Для домашнього вогнища» І. Франка; реж. Ігор Матіїв — Юлія
- (введення) 2021, 19 травня — «Ножиці» Пола Портнера; реж. Ігор Матіїв — перукарка

## Нагороди та номінації
- 2016 — Лауреат премії Київського міського голови за особливі досягення мололді у розбудові столиці України — міста-героя Києва в номінації «творчі досягнення»[6]
- 2016 — Номінація «Краща жіноча роль» театральної премії Київська Пектораль за роль Рожевої Пані у виставі «Оскар»
- 2016 — «Краща жіноча роль» за роль Рожевої Пані у виставі «Оскар» на фестивалі «Мельпомена Таврії»
- 2017 — «Краща жіноча роль» за роль Рожевої Пані у виставі «Оскар» на фестивалі «Прем'єри сезону»
- 2018 — Номінація «Краща жіноча роль» за роль Бель у виставі «Красуня та Чудовисько» на фестивалі «Прем'єри сезону»